# Liste von Ukulelisten
Die Liste von Ukulelisten führt Spieler des gitarrenähnlichen Zupfinstruments Ukulele auf. Die Liste erhebt keinen Anspruch auf Vollständigkeit.

## Ukulele-Spieler

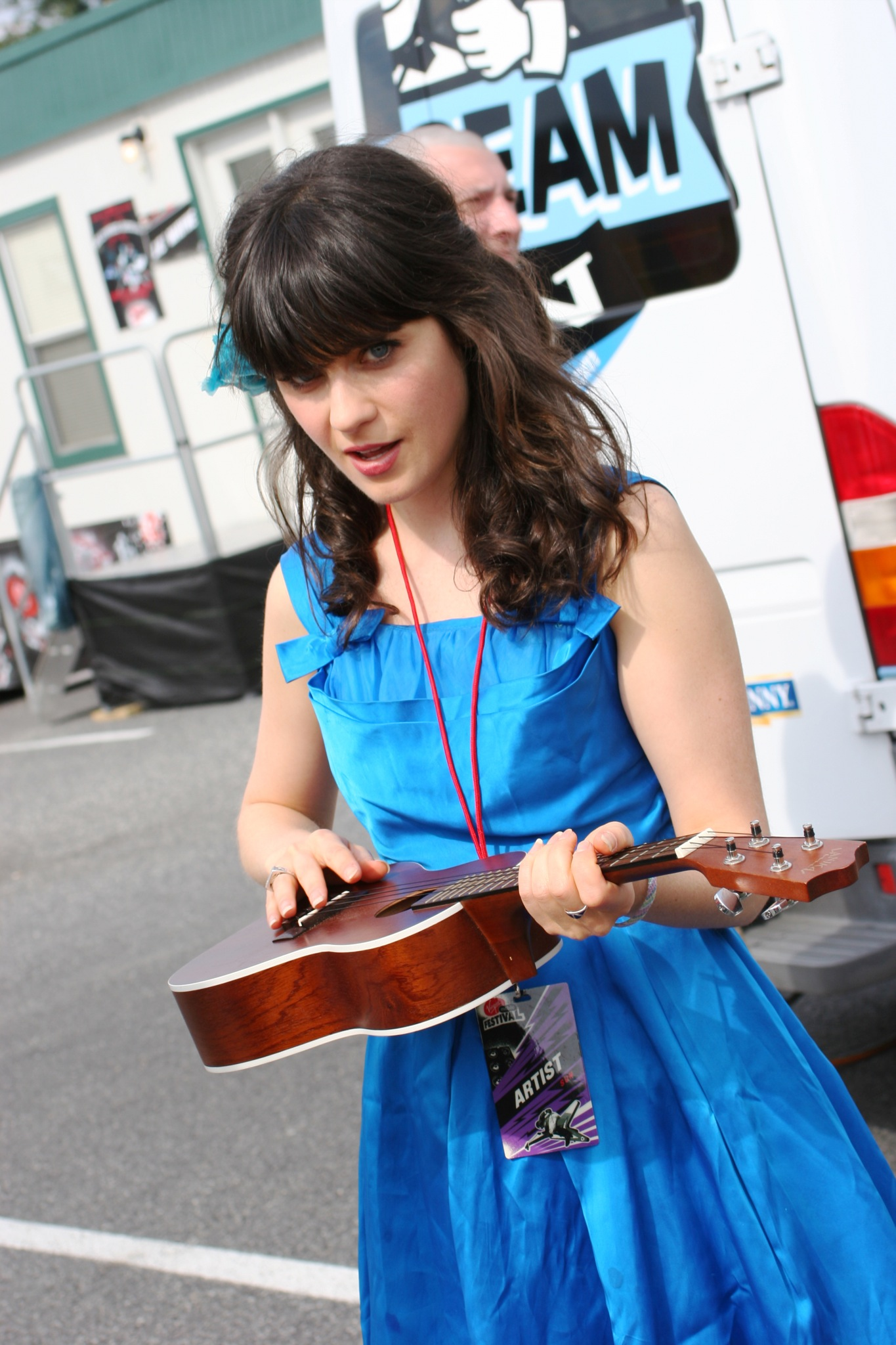
Zooey Deschanel

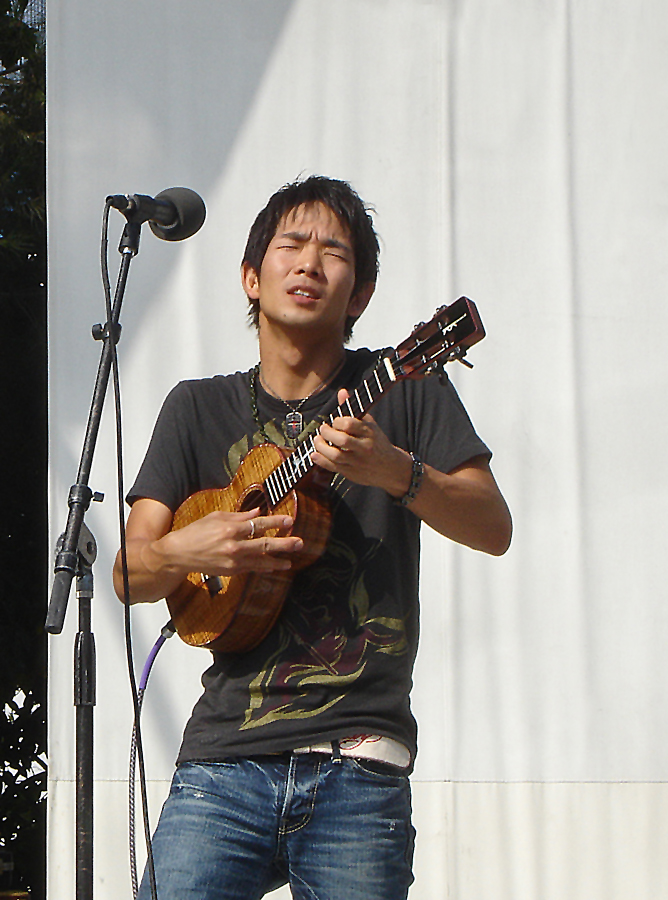
Jake Shimabukuro

- John Kameaaloha Almeida (1897–1985)
- Götz Alsmann (* 1957)
- Frank Baier (1943–2022)
- Sara Bareilles (* 1979)
- Jim Beloff (* 1955)
- Petty Booka
- BoyWithUke (* 2002)
- Joe Brown (* 1941)
- Sam Brown (* 1964)
- Warren Buffett (* 1930)
- Charlie Burse (1901–1965), „Uke Kid“
- Dodie Clark (* 1995)
- Jane Comerford (* 1959)
- Eddie Condon (1905–1973)
- Dick Dale (1937–2019)
- Danielle Ate the Sandwich (* 1986)
- Zooey Deschanel (* 1980)
- J. Chalmers Doane (* 1938)
- Andy Eastwood (* 1980)
- Cliff Edwards (1895–1971), „Ukulele Ike“
- Billie Eilish (* 2001)
- Troy Fernandez (Kaʻau Crater Boys)
- George Formby jr. (1904–1961)
- Paula Fuga (* 1978)
- Nelly Furtado (* 1978)
- Kalei Gamiao (* ≈1989)
- Merrill Garbus (* 1979) (Tune-Yards)
- Taimane Gardner (* 1989)
- Imua Garza
- Arthur Godfrey (1903–1983)
- Roger Greenawalt
- Aldrine Guerrero
- Wendell Hall (1896–1969)
- George Harrison (1943–2001)
- Raiatea Helm (* 1984)
- James Hill (* 1980)
- Daniel Ho (* 1968)
- Papa Charlie Jackson (≈1885–1938)
- Tyler Joseph (* 1988) (Twenty One Pilots)
- Vance Joy (* 1987)
- Ernest Kaʻai (1881–1962)
- Harry Kalahiki (1928–1991), „Mungo“
- Eddie Kamae (1927–2017)
- David Kamakahi (* 1953)
- Israel Kamakawiwoʻole (1959–1997)
- Mekia Kealakaʻi (1867–1944)
- Moe Keale (1939–2002)
- Genoa Keawe (1918–2008)
- Changsoo Kim
- John King (1953–2009)
- Ray Kinney (1900–1972)
- Richard W. Konter (1882–1979)
- Laprete (Aidan James; * 2001)
- Molly Lewis (* 1989)
- Lil’ Rev (* 1968)
- LP (* 1968)
- Lena Machado (1903–1974)
- Johnny Marvin (1897–1944)
- Brian May (* 1947)
- John Mayall (1933–2024)
- Paul McCartney (* 1942)
- Kate Micucci (* 1980)
- Peter Moon (* 1944)
- Van Morrison (* 1945)
- King Bennie Nawahi (1899–1985)
- Julia Nunes (* 1989)
- Herb Ohta (* 1934)
- Brittni Paiva (* 1988)
- Amanda Palmer (* 1976)
- Poncie Ponce (1933–2013)
- Iggy Pop (* 1947)
- Stefan Raab (* 1966)
- Lyle Ritz (1930–2017)
- Craig Robertson
- Walter Röckle
- Jimmie Rodgers (1897–1933)
- Gerald Ross (* 1954)
- Roy Sakuma (* 1948)
- Sandee (* 1976)
- Max Schneider (* 1992)
- Billy „Uke“ Scott (1923–2004)
- Derick Sebastian
- Jake Shimabukuro (* 1976)
- Günther Sigl (* 1947)
- Frank Sinatra (1915–1998)
- May Singhi Breen (1891–1970), „The Ukulele Lady“
- Spike Slawson
- Roy Smeck (1900–1994)
- Heidi Swedberg (* 1966)
- Bill Tapia (1908–2011)
- Roger Taylor (* 1949)
- Tiny Tim (1932–1996)
- Bryan Tolentino
- João Tostes (* 1983)
- Ayano Tsuji (* 1978)
- UkeLaila (* 1987)
- Juha Väänänen (* 1966)
- Grace VanderWaal (* 2004)
- Eddie Vedder (* 1964)
- Victoria Vox (* 1978)
- Walter Westrupp (* 1946)
- Ian Whitcomb (* 1941)
- Patrick Wolf (* 1983)
- Simon Zwick

Bands:
- The Hazzards
- Leningrad Cowboys
- Matmos
- Walk Off the Earth

## Ensembles

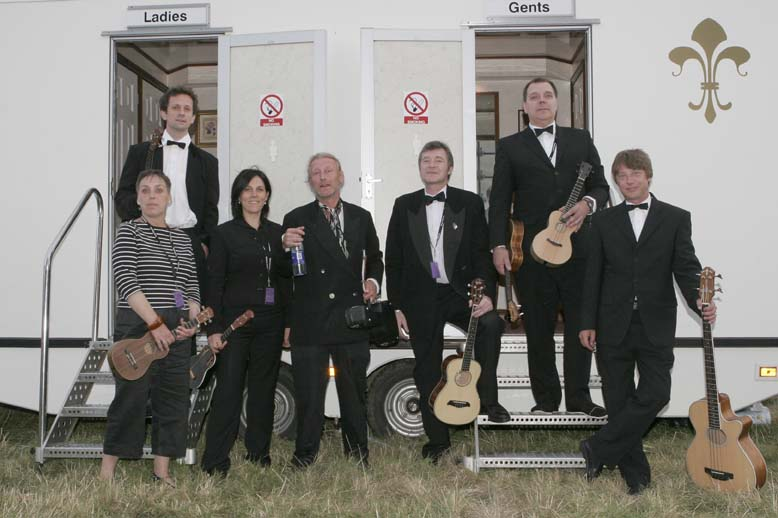
The Ukulele Orchestra of Great Britain

- The Ukulele Orchestra of Great Britain
- The United Kingdom Ukulele Orchestra (TUKUO)
- Korea Bambell Ukestra
- Langley Ukulele Ensemble
- New York Ukulele Ensemble
- Wellington International Ukulele Orchestra

## Fiktive Ukulelisten
- Sugar (Marilyn Monroe in Manche mögen’s heiß)
- Chad (Elvis Presley in Blaues Hawaii)
- Dupree (Owen Wilson in Ich, Du und der Andere)